# Expedition (Navarro)
Pour les articles homonymes, voir expédition.
Expédition est un poème symphonique pour orchestre d'harmonie composé par
Óscar Navarro. Il s'agit d'une œuvre commandée par la Société de l'Union Musicale d'Almoradí (en espagnol : Sociedad Unión Musical Almoradí) , pour le Concours international d'orchestres de musique de la ville de Valence en 2008, dans la « Section d'honneur ». Le  thème de ce poème symphonique consiste à décrire, en six tableaux, une expédition dans l'Antarctique par un groupe de villageois à bord de galères. 
Cette pièce jouit d'une grande notoriété auprès des orchestres d'harmonie amateurs et professionnels dans le monde (France : Musique des parachutistes (Toulouse), Orchestre d'Harmonie de la Ville du Havre ; Espagne : Banda Sinfónica del Conservatorio Superior de Música "Óscar Esplá" de Alicante, Banda Sinfónica de la Diputación de Tarragona, Banda Municipal de Madrid, Banda Primitiva de Paiporta ; Corée : Yonsei Symphonic Wind Orchestra ; Taiwan : Taipei Symphonic Band ... ) . De nombreux enregistrements vidéo de la pièce sont consultables sur Internet.

## Structure
La pièce est organisée en six parties enchaînées aux styles et tempos très variés aux accents de musique cinématographique.
La première partie (Danza del puerto, presto, 
, 3 min 10 s environ) présente, après une courte introduction aux percussions, un air entraînant joué par des solistes (flûte, basson, clarinette basse, xylophone) rappelant la musique de la flûte andine; cet air circule dans l'orchestre dans un jeu de répétition et de modulation. 
La deuxième partie (Galeras, allegro, 
, 4 min environ) est très rythmique dans sa première section  ; on y retrouve des sonneries des différents pupitres de cuivres entrecoupées de passages de percussions. Elle finit sur un largo avec un solo au piccolo doublé par la clarinette basse
La troisième partie (Antartida, andante, , 2 min 30 s environ) est très calme ( = 45) . L'orchestre rejoint ensuite la mélodie qui est développée avec un grand lyrisme comme dans un film américain. 
La quatrième partie (Deshielo-Alud) : la première section El deshielo est courte (20 s environ) et très calme. La seconde Alud (2 min 50 s environ) est un allegro très rythmé, sonore et dynamique ; elle exploite un rythme typiquement sud-américain (avec une mesure 
 battue à 4 temps 3:2:2:2). Les cuivres et les percussions sont exploités pour rendre les effets de la tempête et de sa violence. 
La cinquième partie (Soledad, adagio, , 2 min 10 s environ) présente la particularité de proposer un solo de violoncelle qui est un instrument à cordes caractéristique des orchestres d'harmonie en Espagne. Pour les orchestres ne disposant pas de violoncelle, cette partie est transposée à un autre instrument, un saxophone ténor. Ce solo est accompagné à la harpe et au piano/célesta. 
La sixième partie (Retorno, allegro, 2 min 30 s environ) termine la pièce en 3 sections : la première est battue en , suivi d'une re-exposition du thème en   mesure 
 battue à 4 temps; la dernière section conclut la pièce avec un final (presto, 
 battu à un temps) très sonore et cinématographique.  
De manière générale, la composition sollicite à de nombreuses reprises les pupitres de flûtes et de clarinettes pour des traits difficiles et virtuoses. Elle nécessite des pupitres très complets au niveau des cuivres et des percussions pour restituer l'image sonore prévue par le compositeur. L'effectif complet est difficile à réunir pour un orchestre amateur.

## Note de programme
La note du programme du compositeur conte une histoire d'expédition onirique dans l'Antarctique pour chacune des six parties :

« Poème symphonique inspiré d'un voyage dans les eaux froides et mystérieuses de l'Antarctique qu'un groupe de villageois s'apprête à entreprendre. Un voyage plein de mystère, de beauté et d'action.
DANZA DEL PUERTO (Danse du port) :
l'aventure commence avec les préparatifs dans le port. Une danse rythmée durant la première partie de la pièce nous plonge au cœur du port où les galères sont préparées pour la grande expédition.
GALERAS (Galères) :
après une longue matinée de préparatifs, un roulement de tambours accompagné d'une section de cors et de trompettes comme protagonistes indiquent l'heure du départ.
Une fois le voyage commencé, le calme arrive et les eaux froides de l'Antarctique nous introduisent dans un lieu magique, où de grandes montagnes de glace émergent de sous les eaux, formant un paysage unique et captivant.
ANTARTIDA (Antarctique) :
après un voyage à travers les magnifiques montagnes de glace, nous entrons au cœur de l'Antarctique, où le grand calme est interrompu par une avalanche de neige.
DESHIELO-ALUD (Fonte-avalanche) :
au cours de cette section purement rythmique, les galères négocient des icebergs, des glissements de neige et de fortes tempêtes pour finalement, après une grande lutte contre Mère Nature, réussir à s'échapper sains et saufs.
SOLEDAD (Solitude) :
une fois le danger écarté, un grand moment de solitude et de calme (solo de violoncelle), couvre les eaux de l'Antarctique, jusqu'à ce qu'un nouveau jour se lève et que l'expédition rentre chez elle.
RETORNO (Retour) :
à l'horizon, une petite silhouette surgit de nulle part, nos aventuriers regagnent sans encombre le port de départ. »

— Óscar Navarro, Note de programme 

## Instrumentation
- Orchestre d'harmonie

| Nomenclature d'Expedition pour orchestre d'harmonie |
| Bois |
| piccolo I-II, flûte traversière I-II hautbois I-II, cor anglais basson I-II clarinette soprano en mi bémol, clarinette soprano en si bémol I-II-III, clarinette alto en mi bémol, clarinette basse en si bémol saxophone soprano I-II en si bémol, saxophone alto I-II en mi bémol, saxophone ténor I-II en si bémol, saxophone baryton en mi bémol |
| Cuivres |
| trompette en si bémol I-II-III-IV cor d'harmonie en fa I-II-III-IV bugle I-II trombone I-II-III, trombone basse euphonium I-II en do (ou en sib) , tuba I-II en do (ou en sib ou en mi b) |
| Percussions |
| timbales maillets: marimba, xylophone, glockenspiel percussions I : caisse claire, conga, cloches tubulaires percussions II : grosse caisse, cymbales percussions III : shaker, tambourins, triangle, bell tree, arbre à marques, cymbale suspendue, floor tom percussions IV : toms, gong, cymbale suspendue                                       |
| Cordes |
| violoncelle, violoncelle solo contrebasse à cordes harpe piano/célesta (synthétiseur) |

## Enregistrements
- Óscar Navarro: Music & Life (Works for Concert Band) : Expedition, Libertadores, concerto n°2 pour clarinette... , avec Conjunt instrumental de la Safor, (label iMD-OSCAR NAVARRO Music, 2015) .